# 김란영
김란영(1963년 9월 26일 ~ )은 대한민국의 가수이다.

## 학력
- 동국대학교 사범대학 부속여자고등학교 (졸업)

## 수상
- 2001년 전통가요대상
- 1980년 홍콩가요제 입상
- 1973년 MBC 신인가수 선발대회 대상 수상

## 데뷔
- 1973년 여수 MBC 신인가요제

## 음반
- 2023년 금빛카페
- 2020년 김란영의 찬불가
- 2020년 김란영 BEST COLLECTION
- 2019년 28청춘
- 2018년 7080 스페셜 발라드
- 2018년 김란영 카페
- 2017년 트로트 연가
- 2017년 발라드 연가
- 2014년 옛노래 향수
- 2013년 트롯베스트 Vol.1
- 2012년 김란영 카페뮤직
- 2011년 가요교실 Vol.11/12 - 발라드 애창가요
- 2009년 가요교실 Vol.9/10
- 2008년 뽕짝 카페
- 2007년 가요교실 Vol.7/8
- 2006년 안부
- 2005년 가요교실 Vol.5/6
- 2004년 김란영 베스트 카페 1, 2집
- 2004년 화려한 싱글(댄스 & 트롯 베스트)
- 2004년 김란영 카페 드라이브 뮤직 14집
- 2004년 가요교실 Vol.3/4
- 2003년 카페 드라이브 뮤직 13집
- 2003년 트로트 노래 모음 3집
- 2003년 발라드 명곡 4집
- 2003년 카페 드라이브 뮤직 12집
- 2003년 김란영 카페 명작 I/II
- 2002년 발라드 명곡 3집
- 2002년 김란영
- 2002년 김란영 디스코 명작 4집
- 2001년 김란영 인기 TV 드라마 주제곡
- 2001년 밀레니엄 디스코 2집
- 2001년 밀레니엄 까페 2집
- 2000년 애창곡 모음집
- 2000년 기획특집 김란영 사랑노래 모음집
- 2000년 밀레니엄 디스코 1집
- 2000년 밀레니엄 까페 1집
- 2000년 김란영 트롯트 노래모음 2집
- 2000년 정동진 콘서트
- 1999년 김란영 발라드 명곡 2집
- 1999년 김란영 트롯트 노래 모음집
- 1999년 김란영 카페 드라이브 뮤직 10집
- 1998년 김란영 카페 드라이브 뮤직 9집
- 1998년 김란영 카페 드라이브 뮤직 8집
- 1998년 김란영 카페 드라이브 뮤직 7집
- 1997년 김란영 카페 드라이브 뮤직 5집
- 1997년 가요교실 Vol.1
- 1996년 김란영 카페 드라이브 뮤직 6집
- 1996년 김란영 카페 드라이브 뮤직 4집
- 1996년 김란영 카페 드라이브 뮤직 3집
- 1996년 김란영 카페 드라이브 뮤직 2집(최신곡)
- 1995년 한(恨)(TV사극 주제곡 모음)
- 1995년 라이브 카페 명작 1, 2집
- 1994년 뮤즈카페 2집
- 1994년 뮤즈카페 Vol.1
- 1993년 카페연가 4집
- 1993년 카페연가 3집
- 1993년 카페연가 2집
- 1993년 카페연가 1집
- 1993년 카페 Song 총결산 10집
- 1993년 카페 Song 총결산 9집
- 1993년 카페 Song 총결산 8집
- 1993년 카페 Song 총결산 7집
- 1993년 카페 Song 총결산 6집
- 1992년 김란영 카페 드라이브 뮤직 4집(최신곡)
- 1992년 카페 Song 총결산 5집
- 1992년 카페 Song 총결산 4집
- 1992년 카페 Song 총결산 3집
- 1991년 카페 Song 총결산 2집
- 1991년 카페 Song 총결산 1집
- 1991년 카페노래 9집
- 1991년 카페노래 8집
- 1990년 카페노래 7집
- 1990년 카페노래 6집
- 1990년 김란영 카페노래
- 1990년 카페노래 5집
- 1990년 카페노래 4집
- 1990년 카페노래 3집
- 1986년 카페노래 10집
- 김란영 40
- 골든카페
- 카페 드라이브 뮤직 11집
- 김란영 Cafe 100
- 김란영 발라드 명곡 1집